# 콘스탄티노폴리스 총대주교 포티오스 1세

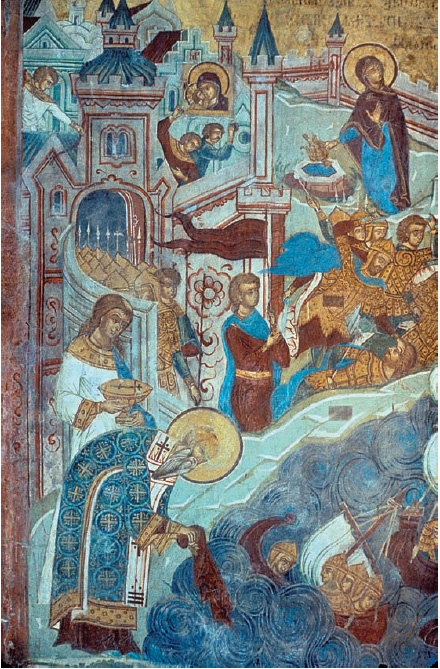

포티오스(그리스어: Φώτιος, 820년경 – 893년 2월 6일)는 콘스탄티노폴리스 총대주교(첫 번째: 858년-867년 / 두 번째: 877년-886년)이었고 요한네스 크리소스토무스 이래로 가장 강력하고 영향력 있는 총대주교로 손꼽힌다. 동방 정교회로부터 성인으로 추대되었고 축일은 2월 6일이다.

## 생애

### 어린 시절
포티오스의 가계나 조상에 대하여는 아버지가 총대주교를 지낸 타라시우스와 형제 사이고 외삼촌이 여제 테오도라의 여동생과 결혼했다는 사실외에는 별로 알려진 바가 없다. 포티오스는 원래 성직자가 아니라 학자였다. 그는 뛰어난 학식과 학문으로 이름을 날리고 있었다. 그는 콘스탄티노폴리스의 대학에서 문법과 수사학, 철학등을 가르쳤다. 여제 테오도라의 오빠 바르다스가 권력을 잡았을 때 포티오스는 그의 절친한 친구이자 조언자가 되었다.
바르다스는 자신의 며느리와 사랑에 빠져 조강지처를 버리는 일이 있었는데 당시 콘스탄티노폴리스 총대주교인 완고한 이그나티오스는 이를 강력하게 비난하고 나섰고 그로 인해 바르다스와 사이가 나빠졌다. 때마침 섭정을 펴던 여제 테오도라가 젊은 황제 미카일 3세에 의해 쫓겨나게 되자 권력을 잡은 바르다스는 이그나티오스에게 구실을 만들어 추방해 버렸고 그 후임에 포티오스를 앉혔다. 포티오스는 성직자가 아니었기에 거의 1주일만에 삭발식, 낭독자, 부보제, 보제, 신부의 서품 단계를 거쳐 주교가 되었고 총대주교에 임명되었다. 그러나 완고한 이그나티오스가 완강히 사퇴를 거부하였기 때문에 정식으로 취임을 할 수 없었다. 포티오스는 자신의 지위를 확고히 하고자 로마에 사절을 보내 교황 니콜라오 1세에게 이그나티오스의 해임과 자신의 지위에 대한 승인을 요청하였으나 콘스탄티노폴리스 교회에 대한 영향력을 강화하려던 교황은 산타 마리아 마조레 대성당에서 온갖 진귀한 선물만을 받고는 포티오스를 승인하기를 거부했다.

### 교황과 총대주교의 대결
교황 니콜라오는 이듬해 콘스탄티노폴리스에서 진상조사를 위한 위원회를 열자고 하면서 은근히 콘스탄티노폴리스 관할 교구들의 로마 교구로의 이관을 비추었다. 그러나 860년 여름 루스족이 콘스탄티노폴리스를 침공했으나 별다른 피해없이 물러나자 포티오스의 인기가 높아졌고 이그나티오스는 더 고통을 받았고 교황에게 자신의 억울함을 호소하였다. 861년 로마 교황은 두 사람을 콘스탄티노폴리스에 파견하여 진상을 조사하게 했으나 이어 벌어진 공의회에서는 포티오스를 추인하는 결정이 내려졌다. 교황은 아무런 주교구에 대한 로마 교회에 아무런 소득도 없이 그러한 결정이 내려진데 격노했고 863년 라테라노에서 종교회의를 열어 포티오스에게 사퇴하지 않으면 파문에 처하겠다고 결정했다.
한편 대모라바 왕국의 군주 라스티슬라프가 콘스탄티노폴리스에 사절을 보내 기독교로 개종을 요청하였다. 사실 라스티슬라프의 요청은 종교적이라기보다는 정치적인 것이었는데 프랑크족의 압박을 받고 있던 차에 프랑크의 루트비히 2세가 불가리아의 보리스 1세와 동맹을 맺자 자신도 동맹 세력이 필요했기 때문이었다. 콘스탄티노폴리스 교회의 영향력 확대를 바라는 동로마 황제와 포티오스에게는 절호의 기회였고 포티오스는 키릴루스와 메토디우스 형제를 모라비아로 파송하는 한편 불가르족에 대한 원정에 나서 압박했고 보리스 1세는 콘스탄티노폴리스로 와서 포티오스의 세례를 받고 기독교로 개종하였다.
불가르족의 개종으로 더욱 기세가 등등해진 포티오스는 교황과 대립각을 세우는 데 더 유리해진 입장이 되었다. 그러나 보리스 1세가 불가리아 총대주교를 임명해 달라고 하는 요청을 포티오스가 거절하는 바람에 불가리아는 로마 교황의 세력으로 옮겨버렸고 교황은 파울루스와 포르모소를 불가르 궁정에 파견하여 충성을 서약받았다.

### 포티오스 분열
교황 니콜라오는 불가리아에 대한 지배권을 강화하는 한편 필리오케(Filioque)라는 교리를 불가리아에 퍼뜨렸는데 이것은 ‘성자로부터’라는 뜻으로 성령이 성부와 성자로부터 모두 발현한다는 내용이었다. 포티오스와 동방 교회는 이 교리를 이단으로 간주해 격노했고 867년 콘스탄티노폴리스에서 공의회를 열어 교황을 폐위하려는 계획을 세웠다. 당시 교황은 로타링기아의 왕 로타르 2세의 이혼 문제로 황제 루트비히와 반목을 빚고 있었기 때문에 포티오스는 이를 이용해 필리오쿠에를 이단으로 단죄하고 상징적으로 교황의 파문을 선언하였다. 루트비히는 로마로 진격했고 동로마 제국의 승인을 받은 황제가 되었다.
이 때 동로마 제국에서는 바르다스가 실각하고 바실리우스가 무능한 황제 미카일 3세의 총애를 받았고 결국 미카일 3세도 바실리우스에게 암살 당하고 867년 9월 24일 바실리우스가 새로이 황제가 되었는데 바실리우스는 포티오스를 즉각 해임해 버렸다.

### 실각과 재기
포티오스의 실각은 서방과의 관계 개선을 바라는 새 황제 바실리우스의 복안에 따른 것이다. 포티오스는 자신과 교황과의 오랜 싸움에서 거의 승리하려는 순간에 뒤통수를 맞았고 더욱이 그의 오랜 숙적이던 이그나티오스가 총대주교로 복직되자 더 큰 굴욕감을 맛보았다. 이때 교황 니콜라오가 죽자 새로 교황이 된 온건한 교황 하드리아노 2세는 동방교회와의 관계 개선을 위해 사절을 파견하기도 했으나 바실리우스는 고압적인 자세로 나왔고 보리스 1세가 다시 동로마 제국의 품으로 돌아왔다. 이그나티오스는 불가리아에 대주교를 파견해 로마 가톨릭의 영향에서 콘스탄티노폴리스의 영향 아래에 돌아오게 하여 로마와 콘스탄티노폴리스 교회의 관계는 다시 악화되었다.
실각한 포티오스는 7년동안 유배되어 있었는데 점차 자신의 영향력을 강화했고 늙고 완고한 이그나티오스가 새로이 개척된 교구의 관리에 힘이 부치자 자연스럽게 콘스탄티노폴리스로 돌아와 다시 대학교를 관장하고 황제의 아들들을 교육시켰다. 877년 이그나티오스는 여든살로 죽었고 포티오스는 두 번째로 총대주교의 자리에 올랐다. 이번에는 교황 요한 8세의 승인을 받았는데 교황이 사라센과의 전쟁에서 동로마 제국의 해군이 필요했기 때문이었다.

### 말년
바실리우스 황제의 말년에는 여러 가지 정신적인 문제가 있었는데 포티오스만이 황제를 위로할 수 있었다고 한다. 특히 바실리우스는 아들 레오를 싫어했는데 포티오스가 그런 황제를 더욱 부추기기도 했다.
결국 886년 바실리우스가 사고로 죽고 레오 6세가 제위에 올랐는데 제위에 오르자 마자 포티오스는 실각했고 887년에는 반역죄로 몰려 아르메니아의 외딴 수도원에 유배되었다. 포티오스는 그곳에서 자유롭게 신학과 문학 연구를 하면서 여생을 보내다가 893년에 조용히 죽었다.

## 저서
원래 포티오스는 당시 동로마 제국을 대표하는 학자였다. 그는 7세기의 전란으로 소실되어 버린 고대 그리스 문헌의 수집에 노력하고, 콘스탄티노플에 있던 제국 대학 철학과 교수도 역임했다. 포티오스는 고대 그리스의 고전에 대해 매우 조예가 깊었다. 이구나티오스 파가 “악마에게 영혼을 팔아 지식을 얻을 것임에 틀림없다”고 비난할 정도로 그 박식함만은 정적 이구나티오스 파의 인물도 경탄할 정도였다고 한다. 그가 시작한 고대 그리스 문화의 부흥은 레오 6세의 아들 콘스탄티누스 7세 시대에 후세 ‘마케도니아 왕조의 르네상스’라고 불리는 비잔틴 문화의 일대 융성을 가져오게 된다.
포티오스가 편찬한 280권의 고전에 대한 서평을 기재한 《비블리오테카》(Bibliotheca)는 그가 845년에 사마라의 압바스 왕조의 궁정에 사신으로 파견되었을 때 편찬 논의가 있었다. 즉, 압바스의 그리스 고전 번역 운동에 자극을 받아 편찬했을 가능성이 있다.
두 번째 총대주교직에 오른 포티오스는 후대를 위해 몇 가지 저작을 남겼다. 그 내용은 총대주교직 및 총대주교와 황제의 관계에 대한 자신의 견해였다. 바실리우스 황제의 말년에 간행된 《에파나고가》(Epanagoga, '입문')에서 포티오스는 동로마 제국은 황제와 총대주교가 이끄는 단일한 국가이며 두 사람은 백성의 물질적·정신적 행복을 위해 협력하여 일한다고 썼다.
| 전임 이냐시오스 1세 | 제86대 콘스탄티노폴리스 총대주교 858년 - 867년 877년 - 886년 | 후임 이냐시오스 1세 스테파노스 1세 |

## 같이 보기
- 비블리오테카
- 비블리오테케